# Corymorpha taiwanensis
Corymorpha taiwanensis is een hydroïdpoliepensoort uit de familie van de Corymorphidae. De wetenschappelijke naam van de soort is voor het eerst geldig gepubliceerd in 2003 door Xu & Huang.